# Кубок Франции по волейболу среди мужчин
Кубок Франции по волейболу — второй по значимости, после национального чемпионата, турнир в ряду соревнований волейбольных клубов Франции. Проводится с 1984 года. Сейчас турнир проходит с января по май, начиная с 1/8 финала.

## Победители турнира
| Сезон | Чемпион               |
| ----- | --------------------- |
| 1984  | «Аньер» Аньер-сюр-Сен |
| 1985  | «Канн»                |
| 1986  | «Фрежюс»              |
| 1987  | «Фрежюс»              |
| 1988  | «Араго де Сет»        |
| 1989  | «Фрежюс»              |
| 1990  | «Бордо»               |
| 1991  | «Фрежюс»              |
| 1992  | «Фрежюс»              |
| 1993  | «Канн»                |
| 1994  | «Аньер» Аньер-сюр-Сен |

| Сезон | Чемпион               |
| ----- | --------------------- |
| 1995  | «Канн»                |
| 1996  | «Стад Пуатвен» Пуатье |
| 1997  | «Пари ЮК»             |
| 1998  | «Канн»                |
| 1999  | «Пари Воллей»         |
| 2000  | «Пари Воллей»         |
| 2001  | «Пари Воллей»         |
| 2002  | «Стад Пуатвен» Пуатье |
| 2003  | «Тур»                 |
| 2004  | «Пари Воллей»         |
| 2005  | «Тур»                 |

| Сезон | Чемпион       |
| ----- | ------------- |
| 2006  | «Тур»         |
| 2007  | «Канн»        |
| 2008  | «Бове Уаз ЮК» |
| 2009  | «Тур»         |
| 2010  | «Тур»         |
| 2011  | «Тур»         |
| 2012  | «Ренн»        |
| 2013  | «Тур»         |
| 2014  | «Тур»         |
| 2015  | «Тур»         |
| 2016  | «Аяччо»       |

| Сезон | Чемпион   |
| ----- | --------- |
| 2017  | «Аяччо»   |
| 2018  | «Туркуэн» |
| 2019  | «Тур»     |
| 2020  | «Пуатье»  |
| 2022  | «Марна»   |

### Титулы
| Клуб                  | Победы |
| --------------------- | ------ |
| «Тур»                 | 10     |
| «Канн»                | 5      |
| «Фрежюс»              | 5      |
| «Пари Воллей» Париж   | 4      |
| «Стад Пуатвен» Пуатье | 3      |
| «Аньер» Аньер-сюр-Сен | 2      |
| «Аяччо»               | 2      |
| «Араго де Сет» (Сет)  | 1      |
| «Бове Уаз ЮК» (Бове)  | 1      |
| «Бордо»               | 1      |
| «Пари ЮК» Париж       | 1      |
| «Ренн»                | 1      |
| «Туркуэн»             | 1      |
| «Марна»               | 1      |